# Бивер (язык)
Бивер (также дане-заа; англ. beaver, danezaa, tsattine; самоназвание: ᑕᓀᖚ, Dane-zaa Záágéʔ) — язык индейского народа Дане-заа, один из атабаскских языков. Распространён в Канаде, на северо-западе штата Альберта — в неинкорпорированной общине (без муниципального статуса) Чатех — на реках Профет и Хэй, к северо-западу от города Хай-Левел (область Северная Альберта, территория индейской резервации Хэй Лейк 209).
По данным на 2014 год на языке бивер (данеза) говорит 160 человек, и ещё 450 человек знают его в какой-то мере. Язык находится на грани исчезновения, так как его носителями являются люди пожилого возраста, а передача языка детям прекращена.

## Письменность
Используется алфавит на латинской основе: a, aa, ae, ai, b, ch, ch', d, dl, dz, d̲z̲, e, ę, ea, ęą, g, gh, h, i, ii, j, k, k', l, lh, m, n, o, ǫ, s, s̲, sh, t, t', tl, tl', ts, t̲s̲, ts', t̲s̲', u, uu, w, y, z, z̲, zh.
Ранее использовалось канадское слоговое письмо, в настоящее время оно почти не применяется.